# کراون جول (۲۰۱۹)
کراون جول (به انگلیسی: Crown Jewel) یک رویداد غیر رایگان (Pay-Per-View) در کشتی حرفه‌ای است که توسط کمپانی دبلیودبلیوئی و برای هر دو برند راو و اسمک‌داون تهیه می‌شود و این دوره‌اش هم که دومین دوره آن است، در ۳۱ اکتبر ۲۰۱۹ در ورزشگاه ملک فهد شهر ریاض، کشور عربستان برگزار خواهد شد.
نه مسابقه برگزار شد که یکی از آنها در پری-شو (کیک آف) بود. در مسابقه اصلی "د فیند" بری وایت در مقابل سث رالینز به پیروزی رسید تا کمربند یونیورسال دبلیودبلیوئی را از آن خود کند. همچنین تیم هالک هوگان، تیم ریک فلر را شکست داد. همچنین براک لزنر در مقابل کین ولاسکوئز به برتری رسید تا از کمربند دبلیودبلیوئی خود حفاظت کند. همچنین تایسون فیوری در مقابل براون استرومن به پیروزی رسید. از مهم ترین اتفاقات این رویداد برگزاری اولین مسابقه زنان کشتی حرفه‌ای در عربستان سعودی بود که مسابقه‌ای بین ناتالیا و لیسی اونس بود که ناتالیا برنده شد.

## زمینه‌سازی
کراون جول شامل مسابقاتی بین دشمنی‌های موجود، ماجراهای پیش آمده و استوری‌هایی خواهد بود که پیش از این در برنامه‌های را و اسمَک‌دَون پخش شده بود. کشتی‌گیرها با توجه به مسابقات یا سری اتفاقاتی که برایشان رخ می‌دهد و تنش را به حداکثر می‌رساند، نقش منفی یا قهرمان به خود می‌گیرند و در این رویداد به مسابقه و رقابت می‌پردازند.

## نتایج
| #                                                                                                 | نتایج | نوع مسابقه                                                                                              | مدت زمان |
| ------------------------------------------------------------------------------------------------- | --- | --- | -------- |
| ۱پ                                                                                                | هومبرتو کارلیتو پیروز با حذف اریک روئن | مسابقه بتل رویال ۲۰ نفره برنده در مقابل ای‌جی استایلز بر سر کمربند قهرمانی ایالات متحده قرار می‌گرفت.     | ۱۲:۲۵    |
| ۲                                                                                                 | براک لزنر (c) (با همراهی پاول هیمن) پیروز در مقابل کین ولاسکوئز (با همراهی ری میستریو) با تسلیم | مسابقه تک نفره برای قهرمانی دبلیودبلیوئی                                                                | ۱:۲۸     |
| ۳                                                                                                 | د او.سی. (لوک گالوز و کارل اندرسون) پیروز با حذف آخرین تیم یعنی د وایکینگ ریدرز (اریک و آیوار) | مسابقه تگ تیم آشوب برای جام تگ تیم جهانی                                                                | ۳۲:۰۸    |
| ۴                                                                                                 | منصور پیروز سزارو | مسابقه تک نفره                                                                                          | ۱۲:۴۵    |
| ۵                                                                                                 | تایسن فیوری پیروز در مقابل براون استرومن با شمارش خارج از رینگ | مسابقه تک نفره                                                                                          | ۸:۰۴     |
| ۶                                                                                                 | ای‌جی استایلز (c) (با همراهی لوک گالوز و کارل اندرسون) پیروز در مقابل هومبرتو کارلیتو | مسالقه تک نفره برای کمربند قهرمانی ایالات متحده دبلیودبلیوئی                                            | ۱۲:۳۴    |
| ۷                                                                                                 | ناتالیا پیروز در مقابل لیسی اونس | مسابقه تک نفره                                                                                          | ۷:۲۱     |
| ۸                                                                                                 | تیم هوگان (رومن رینز، روسف، ریکوشی، شورتی جی، و مصطفی علی) (با همراهی هالک هوگن و جیمی هارت) پیروز در مقابل تیم فلر (رندی اورتن، پادشاه کوربین، بابی لشلی، شینسوکه ناکامورا و درو مکینتایر) (با همراهی ریک فلر) | مسابقه تگ تیم ۱۰ نفره                                                                                   | ۱۹:۵۵    |
| ۹                                                                                                 | "د فیند" بری وایت پیروز در مقابل سث رالینز (c) | مسابقه پیروزی در هر مکان برای قهرمانی یونیورسال دبلیودبلیوئی این مسابقه به هیچ وجه نمی‌توانست متوقف شود. | ۲۱:۲۱    |
| - (c) – نشان‌دهنده قهرمان(هایی) است که به میدان می‌روند - پ – نشان‌دهنده این است که مسابقه در پری–شو | | |          |

### مسابقه تگ تیم آشوب
| شماره | تگ تیم و کشتی‌گیر(ها)                      | ترتیب | حذف شده توسط           |
| ----- | ----------------------------------------- | ----- | ---------------------- |
| ۱     | دالف زیگلر و رابرت رود                    | ۳     | ماشین های سنگین        |
| ۲     | لوچا هوس پارتی (لینس دورادو و گرن متالیک) | ۱     | دالف زیگلر و رابرت رود |
| ۳     | کرت هاوکینز و زک رایدر                    | ۲     | دالف زیگلر و رابرت رود |
| ۴     | ماشین های سنگین (اوتیس و تاکر)            | ۴     | د نو دی                |
| ۵     | د نو دی (کوفی کینگستون و بیگ ای)          | ۷     | د او سی                |
| ۶     | د بی-تیم (کورتیس اکسل و بو دالاس)         | ۵     | د نو دی                |
| ۷     | د ریوایول (اسکات داوسن و دش وایدر)        | ۶     | د نو دی                |
| ۸     | د او.سی.                                  | N/A   | برنده‌ها                |
| ۹     | د وایکینگ ریدرز (اریک و آیوار)            | ۸     | د او.سی.               |